# フェニックス (ゲーム)
『フェニックス』 (PHOENIX) は、アメリカのアムスターエレクトロニクス（Amstar Electronics）社が1980年に開発したアーケードゲームのシューティングゲームである。アメリカ国内ではセンチュリー (Centuri) 社が、日本ではタイトーがライセンス生産した。

## 概要
プレイヤー機は2方向レバーで操作、2ボタンのうちショットボタンが攻撃、バリアボタンは敵の攻撃や体当たりを防ぐことができるが、バリア発動中は移動ができず、一度使うと一定時間が経過するまで再使用は出来ない。ステージは全5面構成。
- 1、2面 - 鳥の群集を倒す。しつこい飛び方をする。
- 3、4面 - 卵からコンドルに進化する敵を倒す。撃たれると体が裂けるように派手に壊れるのが特徴。こうして同じ敵を全滅させても色違いの同じ敵を再度登場させることで、1面分のデータにより2面分のステージを確保しており、こうした作風は『ムーンクレスタ』や『サスケvsコマンダー』にも見られる。
- 最終面 - 基地のボスキャラクターを破壊すればクリア。基地の途中がスクロールする壁に覆われており、タイミングを合わせて撃たなければ倒せない。

BGMはスタート時に『禁じられた遊び』、クリア後1面からは『エリーゼのために』が流れる。『タイトーメモリーズ』版では曲が異なる。
本作を開発したアムスター社は、アリゾナ州のフェニックスという町に存在した。